# Astérios Peltékis
Astérios Peltékis (grec moderne : Αστέριος Πελτέκης ; Thessalonique, Grèce, 1974 - ) est un acteur, metteur en scène et théâtrologue grec. Depuis 2022, il est le directeur artistique du Théâtre d'État de Grèce du Nord,.

## Biographie
Astérios Peltékis naît dans la ville de Thessalonique, en Grèce, en 1974, où il effectue, par la suite, ses études au sein de l'école supérieure d'art dramatique du Théâtre d'État de Grèce du Nord, ainsi qu'au sein du département de théâtre de l'école des beaux-arts de l'Université Aristote de Thessalonique, tout en participant, grâce à une bourse de l'Association européenne des théâtres, à un atelier portant sur les pièces de William Shakespeare (interprétation-mise en scène) avec Peter Brook et Bruce Myers. Il est candidat au doctorat en gestion culturelle à l'Université ionienne.
Sa carrière comprend des représentations théâtrales, notamment, au sein du Théâtre d'État de Grèce du Nord, du Théâtre national de Grèce, de l'Organisation théâtrale de Chypre, ainsi qu'au Centre culturel de la Fondation Onássis, entre autres. À la télévision, il participe à l'émission Herbes, secrets et remèdes (grec moderne : Βότανα, μυστικά και θεραπείες, ainsi qu'à nombre de séries télévisées telles, entre autres, Justice (grec moderne : Δικαίωση), Héroïnes (grec moderne : Ηρωίδες), Poupées (grec moderne : Κούκλες), Le prince de feu (grec moderne : Ο Πρίγκιπας της φωτιάς), Les camarades de classe (grec moderne : Οι Συμμαθητές), Comme une famille (grec moderne : Σαν Οικογένεια), Presque jamais (grec moderne : Σχεδόν ποτέ), L.A.P.D. Par ailleurs, il participe également à un film, à plusieurs téléfilms, ainsi qu'à des publicités télévisées.
Il enseigne au sein de divers ateliers de théâtre et d'écoles d'art dramatique. Depuis 2022, il est le directeur artistique du Théâtre d'État de Grèce du Nord.